# Weißschwanz-Schneehuhn
Das Weißschwanz-Schneehuhn (Lagopus leucura) ist eine Vogelart aus der Gattung der Schneehühner (Lagopus) innerhalb der Familie der Fasanenartigen (Phasianidae). Das Weißschwanz-Schneehuhn ist die kleinste Art der Gattung und kommt nur in einem verhältnismäßig begrenzten Gebiet in den Rocky Mountains vor. Es werden fünf Unterarten unterschieden.

## Erscheinungsbild
Das Weißschwanz-Schneehuhn erreicht eine Körperlänge von 31 bis 34 Zentimetern. Männchen wiegen durchschnittlich 1.300 Gramm. Weibchen sind deutlich leichter und wiegen durchschnittlich 840 Gramm. Der Körperbau ist plump, der Schwanz ist verhältnismäßig schmal. Die Kämme über den Augen, die sogenannten „Rosen“, die bei beiden Geschlechtern auftreten, sind im Frühjahr auffallend rot. Der Schnabel ist kurz und schwarz. Die Iris sind dunkelbraun. Die Füße sind bis zu den Zehen dicht weißlich befiedert. In den nördlichen Rocky Mountains überschneidet sich das Verbreitungsgebiet weiträumig mit dem des Moorschneehuhns und dem des sehr ähnlichen Alpenschneehuhns. Von beiden Arten unterscheidet es sich im Sommerkleid durch mehrere weiße Federn am Außenrand des Schwanzes. Das Wintergefieder des Weißschwanz-Schneehuhn ist rein weiß, während bei den beiden anderen Arten die äußeren Schwanzfedern schwarz gefärbt sind. Außerdem ist das Weißschwanz-Schneehuhn kleiner und relativ gesehen zierlicher. In den Rocky Mountains kommen noch fünf weitere Raufußhühner vor, bei denen vor allem die weiblichen Tiere Schneehühnern recht ähnlich sein können. Sie bewohnen jedoch andere Lebensräume, wie zum Beispiel Wälder und Buschland, und haben nie weiße Flügeloberseiten.

## Verbreitungsgebiet und Lebensraum

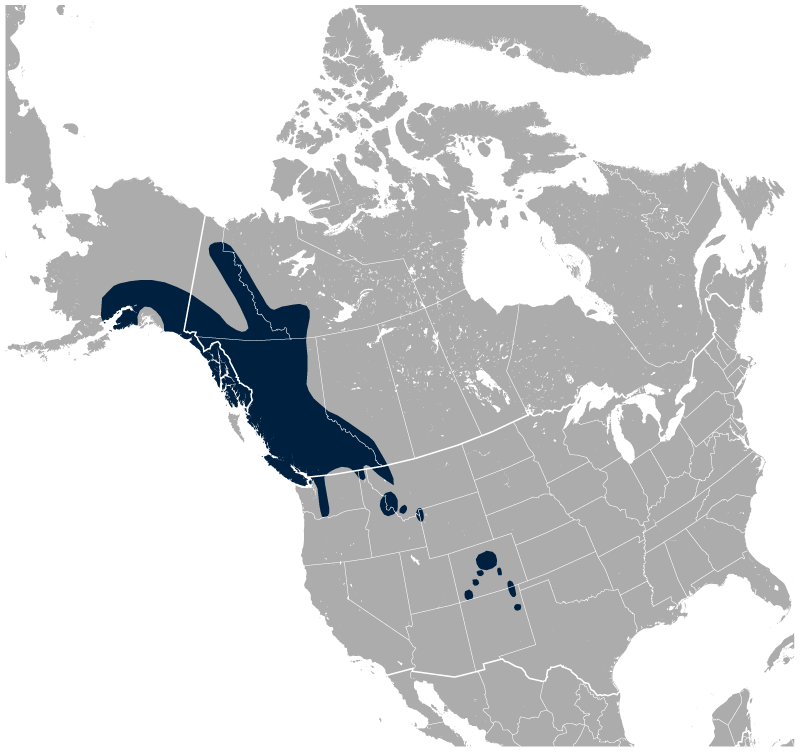
Das Verbreitungsgebiet des Weißschwanz-Schneehuhns

Das Verbreitungsgebiet des Weißschwanz-Schneehuhns ist der Westen Nordamerikas von Zentralalaska und dem Yukon über die Rocky Mountains sowie die Küstengebiete British Columbias bis zu den US-Bundesstaaten Washington und Montana, Wyoming, Colorado und New Mexico. Eingeführte Populationen dieser Art finden sich auch in Kalifornien, Colorado, New Mexico, Oregon und Utah. In Kanada und Alaska können alle drei Schneehuhnarten im selben Gebiet vorkommen. Dort bewohnt jedoch das Moorschneehuhn in den niederen Lagen die Baumgrenzzone, das Alpenschneehuhn den Bereich wenige hundert Meter ab der Baumgrenze aufwärts und das Weißschwanz-Schneehuhn die noch höher liegenden Gebiete. Zum Beispiel im inneren Alaska ist dadurch das Alpenschneehuhn auf den Bereich zwischen 30 und 300 m Höhe eingeschränkt, das Weißschwanz-Schneehuhn reicht von 150 bis 1000 m Höhe. Das Weißschwanz-Schneehuhn nutzt als Lebensraum nahezu ausschließlich die alpine Tundra in Höhenlagen. Auch in den südlichen Rocky Mountains kommt die Art überwiegend oberhalb der Baumgrenze vor. Das Vorkommen von Weiden und Eschen bestimmt weitgehend die Verbreitung. Im Winter frisst es die Blütenkätzchen dieser Arten sowie der Birken.

## Lebensweise
Weißschwanz-Schneehühner leben überwiegend in Paaren oder losen Ketten. Während der Fortpflanzungszeit kommen sie nahezu ausschließlich paarweise vor. Beide Geschlechter verteidigen in dieser Zeit ihr Brutrevier. Die Fortpflanzungszeit fällt in den Zeitraum ab späten April. Die Eier werden von Ende Mai bis Juli gelegt. Es brütet allein das Weibchen. Die Brutzeit beträgt 24 bis 26 Tage.

## Belege

### Einzelbelege
1. ↑   Madge et al., S. 367